# Reha Yünlüel
 (août 2024).
La mise en forme du texte ne suit pas les recommandations de Wikipédia : il faut le « wikifier ».
Les points d'amélioration suivants sont les cas les plus fréquents. Le détail des points à revoir est peut-être précisé sur la page de discussion.
- Les titres sont pré-formatés par le logiciel. Ils ne sont ni en capitales, ni en gras.
- Le texte ne doit pas être écrit en capitales (les noms de famille non plus), ni en gras, ni en italique, ni en « petit »…
- Le gras n'est utilisé que pour surligner le titre de l'article dans l'introduction, une seule fois.
- L'italique est rarement utilisé : mots en langue étrangère, titres d'œuvres, noms de bateaux, etc.
- Les citations ne sont pas en italique mais en corps de texte normal. Elles sont entourées par des guillemets français : « et ».
- Les listes à puces sont à éviter, des paragraphes rédigés étant largement préférés. Les tableaux sont à réserver à la présentation de données structurées (résultats, etc.).
- Les appels de note de bas de page (petits chiffres en exposant, introduits par l'outil «  Source ») sont à placer entre la fin de phrase et le point final[comme ça].
- Les liens internes (vers d'autres articles de Wikipédia) sont à choisir avec parcimonie. Créez des liens vers des articles approfondissant le sujet. Les termes génériques sans rapport avec le sujet sont à éviter, ainsi que les répétitions de liens vers un même terme.
- Les liens externes sont à placer uniquement dans une section « Liens externes », à la fin de l'article. Ces liens sont à choisir avec parcimonie suivant les règles définies. Si un lien sert de source à l'article, son insertion dans le texte est à faire par les notes de bas de page.
- La présentation des références doit suivre les conventions bibliographiques. Il est recommandé d'utiliser les modèles {{Ouvrage}}, {{Chapitre}}, {{Article}}, {{Lien web}} et/ou {{Bibliographie}}. Le mode d'édition visuel peut mettre en forme automatiquement les références.
- Insérer une infobox (cadre d'informations à droite) n'est pas obligatoire pour parachever la mise en page.

Pour une aide détaillée, merci de consulter Aide:Wikification.
Si vous pensez que ces points ont été résolus, vous pouvez retirer ce bandeau et améliorer la mise en forme d'un autre article.
 (août 2024).
Il peut être nécessaire de l'améliorer pour respecter le principe de neutralité de point de vue. Veuillez consulter la page de discussion pour plus de détails.

Reha Yünlüel est un poète et traducteur franco-turc. Il est également photographe, vidéaste et juriste.

## Biographie
Né à Edremit en Turquie en 1967, il fait ses études à Adana puis à l'Université d'Istanbul où il obtient son diplôme de droit en 1989, avant de devenir avocat en 1990. Il obtient la même année un poste de chercheur à l'Université de Marmara. En 1997, il s'installe à Strasbourg où il entame parallèlement des études de cinéma et audiovisuel et des études de Turcologie. Il soutient dans ce cadre, à l'Université de Strasbourg, mémoire de master qui s'intitule Deux « ottomans » de la poésie turque républicaine : Yahyâ Kemal et Ahmed Hâşim.
Sa thèse de doctorat, soutenue en 2023, porte sur « La liberté d’expression artistique dans le cadre de la Convention européenne des droits de l’homme ».
Après avoir travaillé comme enseignant, traducteur, interprète et consultant juridique, Reha Yünlüel voit son orientation artistique se développer après son arrivée en France en 1997.
En 1998, il crée un groupe de poésie en turc sur Internet, şiirpostası. Il coopère ensuite à la rédaction de la revue en ligne Imece.org, un magazine littéraire en ligne, de 1998 à 2001, puis à partir de 2005, celle de bachibouzouck.com, revue d’art et de langue. Il participe également à des expositions de photographie.
En 2000, Il publie son premier recueil en Turquie aux éditions Virtuel (Virtuël Yay) et contribue à de nombreuses revues poétiques. Il est invité à plusieurs festivals de poésie, comme Le Printemps des poètes à Strasbourg, à La Nuit de l’écrit au Musée d’Aquitaine, voyage en Turquie, à Bordeaux, Voix vives de Méditerranée en Méditerranée à Sète, Valbonne en Poésie,  ou encore Les Journées de Nâzim Hikmet, à Istanbul.
Il écrit en turc et en français et ses poèmes sont traduits en plusieurs langues par les poètes-traducteurs. Depuis 2021 il constitue Anthologie audiovisuelle des poètes vivant, ou sont interviewés plus de 250 poètes et artistes.   Il est membre du PEN France, POP (Poets of the Planet) [archive] et de Unifrance.

## Réception
Le poète Jean-Paul Klée a pu dire de Reha Yünlüel, dans la Revue Alsacienne de Littérature, de que c’était « un homme d’exploits ». Il écrit à son propos : « Il a fondé en 2005 une revue d’arts et de langues bachibouzouck, qui compte à ce jour… 10 000 pages !.. Photographe passionné, il a dans ses tiroirs 500 000 clichés, qu’il expose parfois. »
Le critique littéraire et poète Daniel Leuwers met en avant un autre projet d’ampleur que mène Reha Yünlüel, celui de constituer une anthologie filmée des poètes vivants, comme il l’écrit dans la revue Les Eaux Vives : « Il profite des festivals de poésie pour s'entretenir avec les poètes du monde entier et constituer une anthologie vocale de leurs œuvres. »
Michel Ménaché souligne l’originalité créative de sa poésie : « S'inspirant librement des haïkus japonais, le poète et vidéaste franco-turc Reha Yünlüel s'approprie depuis une vingtaine d'années une forme qu'il désigne avec humour à partir de son prénom : les rehaïkus. (...) Il rend discrètement hommage à Rûmi et à René Char, comme pour reconnaître, en poète, le double héritage du maître de la tradition persane et d'une grande voix libre française du XXème siècle, en marge du surréalisme... » in Coup de Soleil, No: 118-119 / 2023.
Dominique Aussenac revient également sur cette forme de « Rehaïkus » dans Le Matricule des Anges : « Un haïku est censé célébrer l’évanescence des choses et les sensations qu’elles suscitent et ce de manière fugace, brève. Les Rehaïkus que propose Reha Yünlüel « libres de toute contrainte de forme et de thème » se présentent comme des roues carrées que la peur de l’immobilité libère dans l’espace et le temps. Ils trébuchent, s’affolent, se rattrapent aux branches, vibrionnent tels des faucons crécerelles au vol en saint esprit, développent un accent incroyable, celui de derviches tourneurs férus de pataphysique et accessoirement oiseleurs. »

## Publications

### Recueils et anthologies
- Katedralden Düşen Kuş (Oiseau tombant de la cathédrale), Istanbul-2000 / Virtüel Yay[5].
- Rehaïkus (bilingue), Nantes-2022 / Ed. Petit Véhicule[6],[7]
- Poèmes pour quoi (2024 / Ed. Henry – La Rumeur Libre)[8]
- Anthologie audiovisuelle des poètes vivants [poets by poet][9],[10]

### Livres d’artiste
- « Livre d’artiste avec Alain Freixe » (photo : Reha Yünlüel), (Ed. Alain Freixe), 2022
- « Odalisques de Matisse », (photo-plastic et poème), (Ed. Daniel Leuwers), 2023
- « Joyeux Textes » (photo-plastic et poème), (Ed. Daniel Leuwers), 2024
- « Bande d’artiste avec Nourit Masson-Sékiné » (Ed. Germain Roesz), 2024

### Anthologies
- Aşk Şiirleri Kolonisi (Ed. küçük iskender), Everest Yay., İstanbul-2004  (ISBN 975-289-028-8)

- Lyrikline.org
- Anthologie Sète (Voix Vives de Méditerranée en méditerranée), Ed. Bruno Doucey, 2021  (ISBN 978-2-362-29374-0)
- Saisir (La Serveur Poétique), Ed. La chouette imprévue, Mars 2022  (ISBN 978-2-9580-3643-0)
- Anthologie Sète (Voix Vives de Méditerranée en méditerranée), Ed. Bruno Doucey, 2023  (ISBN 978-2-362-29452-5)
- Grâce (Livre des heures poétiques), Anthologie établie par Thierry Renard & Bruno Doucey, Ed. Bruno Doucey, 2024  (ISBN 978-2-3622-9464-8)
- Halte au feu (Ed. Francis Combes), Ed. Manifeste (Coll. Merle moqueur), La Courneuve-2024 (ISBN 978-2-493569-11-0) édité erroné
- Sous notre ciel brisé (Ed. Pablo Poblete & Gili Haimovich), Ed. Unicité, Paris-2024  (ISBN 978-2-38638-121-8)

### Documentaires
- Irène Mélikoff, itinéraire d’une orientaliste (1917 – 2009) (avec Belkıs Sonia Philonenko) /ISAN No : 0000-0003-3086-0000-Z-0000-0000-6
- Sulukule sans les Roms (2010) (avec Belkıs Sonia Philonenko)

### Courts métrages poétiques
- Cancer (2010) / ISAN No : 0000-0003-3089-0000-D-0000-0000-Z
- La vie est une seule chanson (2010) / ISAN No : 0000-0003-308E-0000-1-0000-0000-Y
- Un rêve quand j’étais petit (2010) / ISAN No : ISAN 0000-0003-36E3-0000-P-0000-0000-0
- 35" - Prescription justice (2012) / ISAN No : 0000-0003-309D-0000-6-0000-0000-J
- La très-longue et triste plainte de jeanpaulklée / Arnoldo Feuer (2022)
- Trèfle à quatre feuilles / Four-leaf clover / Dört yapraklı yonca (2024)

### Entretiens
- « Entretien avec Reha Yunluel », Philippe Tancelin, in Émissions web radio du Festival Voix Vives à Sète, Sete-2021[11]
- « Reha Yünlüel / Hayat, Şehir, Şiir, Şair ve Edebiyat üzerine – Söyleşi », Hilmi Nar, in Aykırı Kelimeler, Strasbourg-2021[12]
- « Reha Yünlüel, à travers les images… », Carole Carcillo Mesrobian, in Recours au poème - revue de poésie – Numéro 218 — Janvier/Février 2023[13]
- « Réha Yünlüel », Marie-Agnès Salahzada in Jardin d’Isis - 14 Septembre[14]

### Collaboration avec des revues
- (en albanais) Gazeta Nacional
- (en français)
- Ecrit(s) du Nord
- Re/Cogito
- Recours au poème
- Revue Alsacienne de Litterature (RAL) - Elsässische Literaturzeitschrift
- D’ailleurs poésie
- (en grec) Hartis Mag / χάρτης
- (en italien) Tam Tam Bum Bum (Librorivista Internazionale Di Poesia)
- (en turc) Ağır Ol Bay Düzyazı, Akatalpa, Artcivic, Bireylikler, Buzdokuz, Ç.N. (Çevirmenin Notu), Evrensel Kültür, Hayâl, İmece, İmlâsız, Kidonya, Kirpi, Kitap-lık, Mahfil, Mizan, Natama, öteki-siz, Pencere, Roll, Varlık, Virüs, Yarabandı